# Czerniec (góra)
Czerniec (niem. Schwarzenberg, 891 m n.p.m.) – góra w południowo-zachodniej Polsce, w Sudetach Środkowych, w Górach Bystrzyckich.
Wzniesienie położone jest w południowo-wschodniej części Gór Bystrzyckich około 1,5 km na północny wschód od Niemojowa.
Czerniec jest to druga co do wielkości góra w paśmie Gór Bystrzyckich, wznosząca się na wysokość około 300 m nad Dolinę Dzikiej Orlicy położoną u zachodniego podnóża. Jest to góra o kopulastym kształcie i stromych zboczach z wyraźnie zaznaczonym wierzchołkiem. Zbudowana jest ze skał metamorficznych, są to przeważnie krystaliczne wapienie kalcytowe i dolomitowe. Partia szczytowa oraz północne i południowe zbocza wzniesienia w całości porośnięte są monokulturowym lasem świerkowym regla dolnego z niewielką domieszką brzozy, buka, jaworu i modrzewia. Zbocze zachodnie i wschodnie poniżej poziomu 700 m zajmują łąki górskie i częściowo pola uprawne. Na wschodnim zboczu góry nad potokiem Gołodolnik, na wysokości 500 m n.p.m. znajduje się jaskinia Solna Jama, a poniżej przy Diabelskich Skałach nad potokiem Głownia są ruiny Zamku Szczerba. Stanowi kulminację mikroregionu Gór Bystrzyckich – Masywu Czerńca.
Wieża widokowa na Czerńcu została oficjalnie otwarta 28 czerwca 2021 roku. Powstała w ramach rozwoju Euroregionu Glacensis, który zagospodarowuje  mniej popularne szczyty na pograniczu polsko-czeskim. Dzięki temu programowi powstało wiele nowych wież widokowych a inne przeszły renowację.

## Turystyka
Przez szczyt prowadzi szlak turystyczny:
- – żółty ze schroniska „Jagodna”, przez Kamieńczyk, do Międzylesia.